# Pavlos Geroulanos

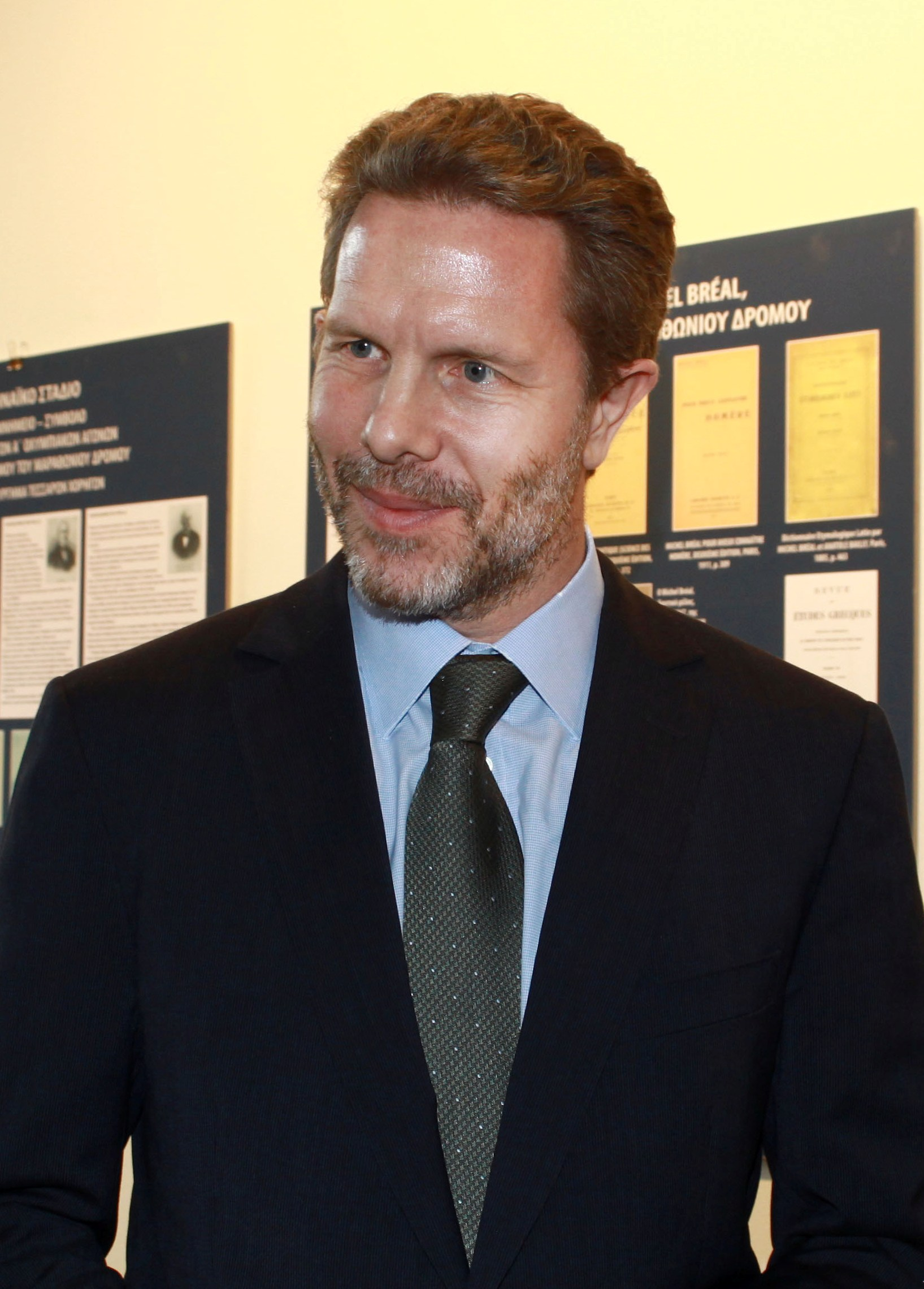
Pavlos Geroulanos

Pavlos Geroulanos (auch Yeroulanos griechisch Παύλος Γερουλάνος, * 1966 in Athen) ist griechischer Ökonom und Politiker. Zwischen 2010 und 2012 war er Minister für Kultur- und Tourismus.

## Leben

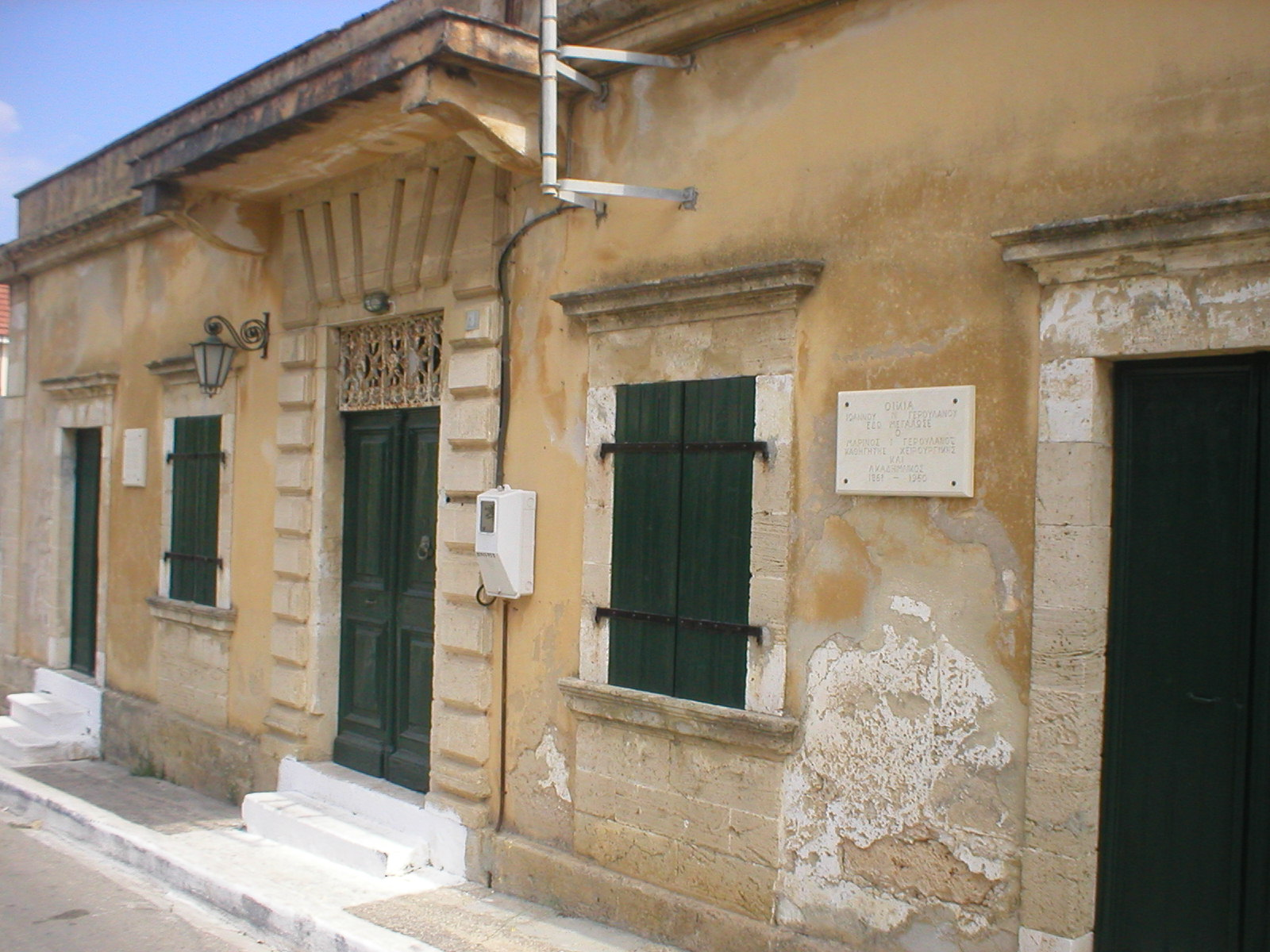
Das Stammhaus der Familie in Lixouri. Die erste Etage wurde beim Erdbeben von 1953 zerstört

Pavlos Geroulanos entstammt der alten Akademikerfamilie Geroulanos aus Lixouri und ist großmütterlicherseits ferner Verwandter des früheren Außenministers Georgios Streit (1868–1948). Er studierte am Williams College in London, Volkswirtschaftslehre in Harvard und Betriebswirtschaftslehre am MIT. Zeitweise war er Mitarbeiter des Politikers Greville Janner. Anschließend arbeitete er für die Banken Barclays und Alpha Bank.
Zurück in Griechenland übernahm er die Führung des von seinem Vater in der Bucht von Lixouri gegründeten Fischzuchtbetriebs Kefalonia Fisheries Ichthyotrofia Kefalonias (griechisch Ιχθυοτροφεία Κεφαλλονιάς). Er spezialisierte den Betrieb auf ökologische Zucht hochwertiger Fische für den Export. 1999 wurde er überraschend auch Mitarbeiter von Giorgos Papandreou. Ab 2006 bekleidete er verschiedene Ämter und kandidierte erfolgreich 2009 als Abgeordneter. 2010 wurde er zum Kultur- und Tourismusminister berufen.